# Justicia salvioides
Justicia salvioides är en akantusväxtart som beskrevs av Milne-redhead. Justicia salvioides ingår i släktet Justicia och familjen akantusväxter. Inga underarter finns listade i Catalogue of Life.